# Vesa Vainio
Vesa Veikko Vainio, född 2 december 1942 i Helsingfors, död 2 juli 2024 i Esbo, var en finländsk företagsledare.
Vainio tilldelades titeln vicehäradshövding 1968. Han arbetade 1969–1972 vid Arbetsgivarnas i Finland centralförbund och 1972–1976 vid Aaltosen kenkätehdas samt var 1977–1983 direktör vid Industrins centralförbund och dess vice vd 1983–1985. Sistnämnda år gick Vainio i skogsindustrins tjänst som vice vd för Kymmene-Strömberg Ab, som han tjänade till 1992 (vd för Kymmene Oy 1991–1992) för att sedan gå över till bankvärlden, där han inledde som koncernchef för Föreningsbanken 1992–1995 och slutligen 2000–2002 som styrelseordförande för Nordea AB.
Vainio erhöll ministers titel 2001.

## Utmärkelser
- Riddartecknet av I klass av Finlands Lejons orden,  1985[3]
- Kommendörstecknet av Finlands Vita Ros’ orden,  1995[3]
- Andra graden av Terra Mariana-korsets orden,  2001[4]
- Krigsinvalidernas förtjänstkors[3]

[Redigera Wikidata]